# Julio Sieburger

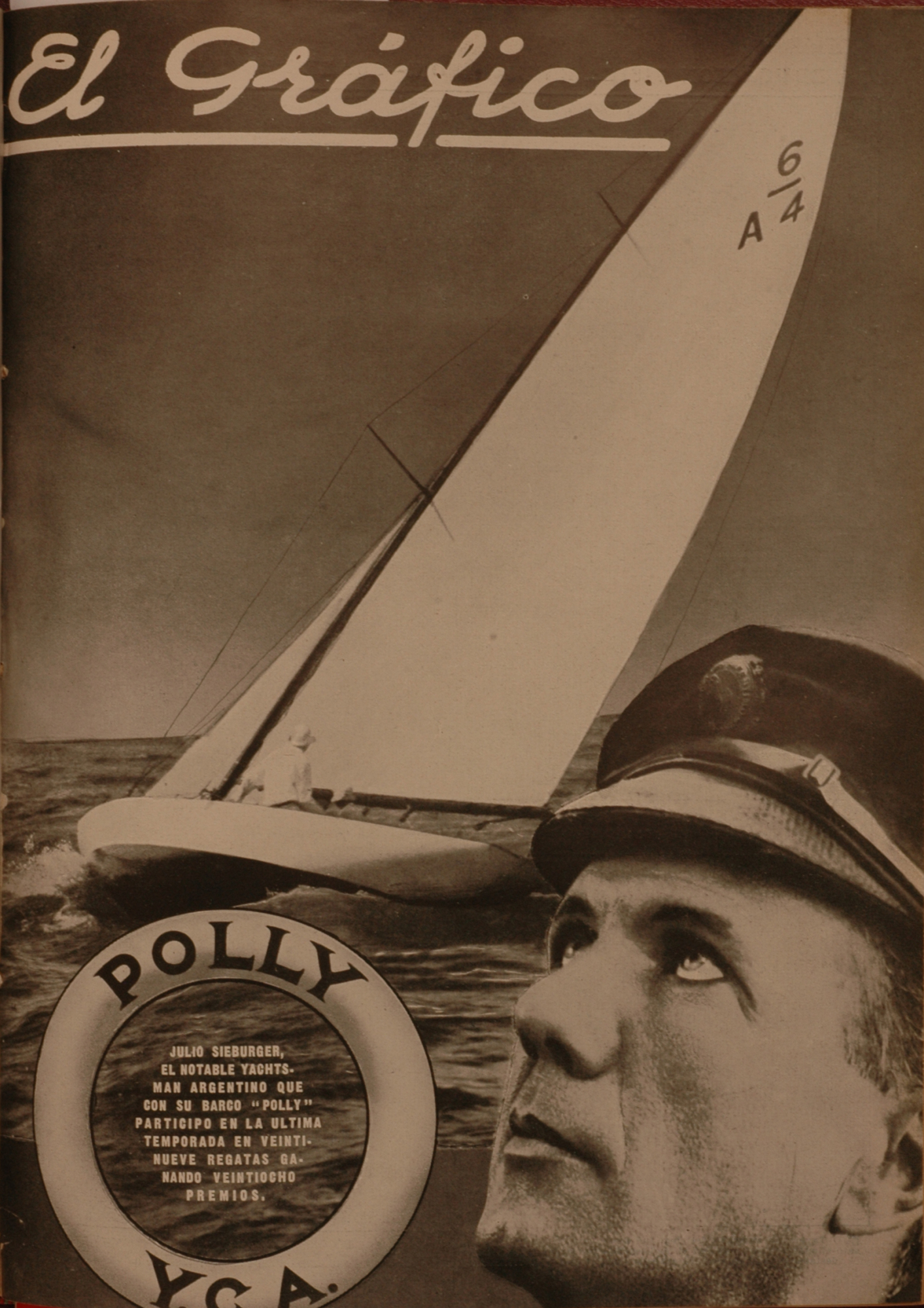
Imagem de Julio Sieburger.

Julio Christian Sieburger (5 de março de 1892 -?) foi um velejador argentino e medalhista olímpico. Ele competiu nas Olimpíadas de 1936 e 1948.
Ele foi um membro da tripulação argentina do Djinn que recebeu a medalha de prata na classe de 6 metros nos Jogos Olímpicos de Verão de 1948 em Londres. Os seus companheiros de equipa incluíam o seu irmão Enrique Sieburger, Sr., enquanto o seu filho Roberto Sieburger também estava a competir num evento diferente (Three Person Keelboat) na primeira de suas cinco Olimpíadas.